# جيمس بي. فورسيث
جيمس بي. فورسيث (بالإنجليزية: James B. Forsyth)‏ هو سياسي أمريكي، ولد في 25 أكتوبر 1809 في الولايات المتحدة، وتوفي في 8 مارس 1872 بتشيلسي في الولايات المتحدة.